# Condado de la Quintería
El condado de la Quintería es un título nobiliario español creado por el rey Felipe V el 22 de septiembre de 1705 a favor de Manuel Francisco de Cárdenas y Palomino gracias a la solicitud de su suegro Eugenio de Miranda y Gamboa, cuyos servicios a la corona, en particular los prestados en el transcurso de la Guerra de sucesión española, se reconocían a través de este privilegio en las personas por el designadas, esto es su hija y su hijo político.
Título vinculado desde su origen a la ciudad de Andújar, su nombre se refiere a la antigua hacienda, hoy pedanía, de la Quintería en el término municipal de Villanueva de la Reina, Jaén.

## Condes de la Quintería

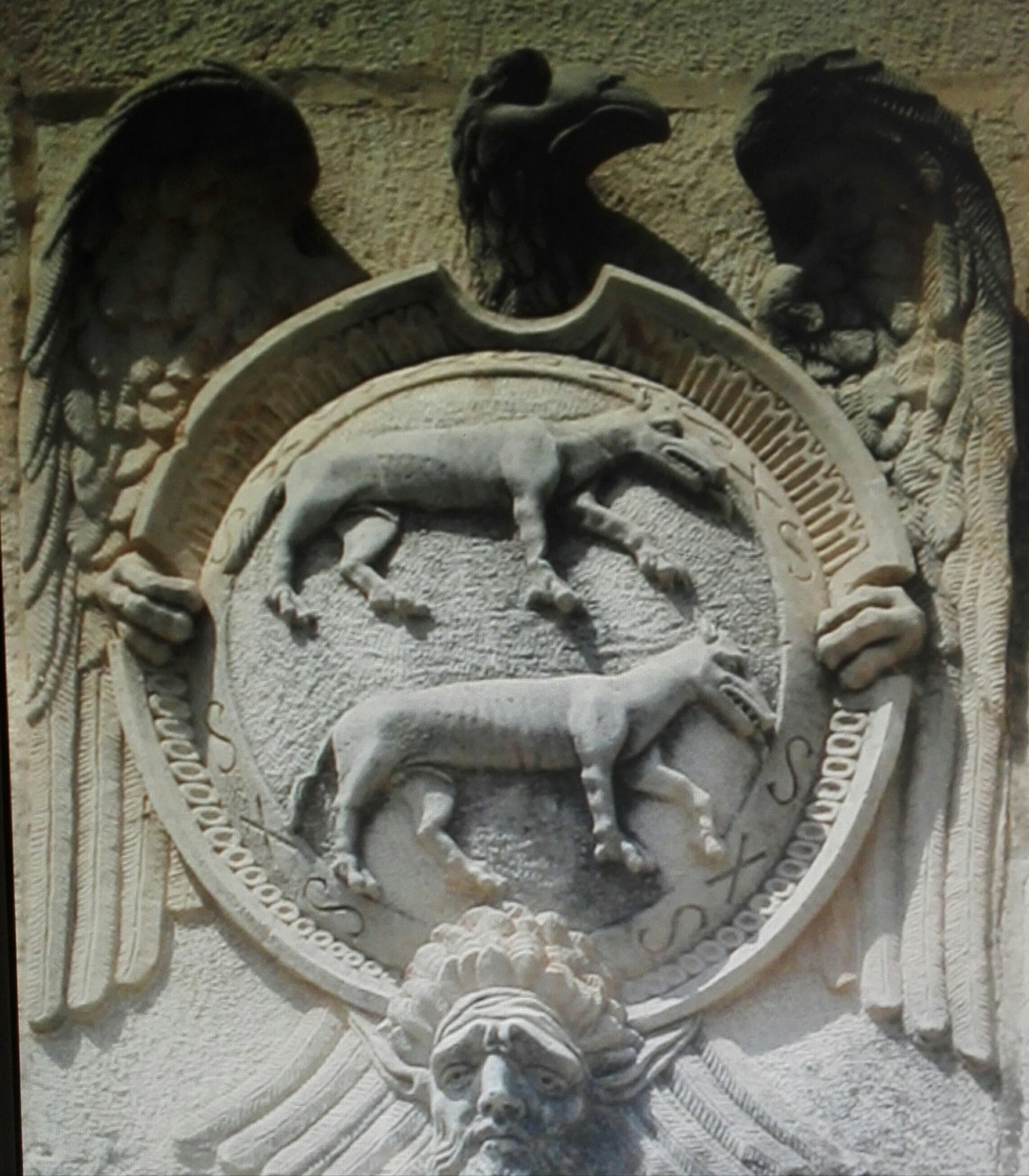
Escudo de los Cárdenas del Palacio de los Condes de la Quintería, Andujar

- Manuel Francisco de Cárdenas y Palomino (Carmona 4 de abril de 1686-¿?), I conde de la Quintería y regidor de Andújar.[1][3]  Era hijo de Diego de Cárdenas —hijo de Manuel de Cárdenas y Valdivia y de Manuela Jurado—, y de Juana Palomino, hija de Luis Palomino Cobo y Ana de Quero y Escalias.[3]

Casó en Andújar el 27 de noviembre de 1706 con María Eugenia de Miranda y Gamboa (n. Carmona, 13 de septiembre de 1689), hija de Eugenio Miranda Gamboa, alcalde mayor perpetuo de la ciudad de Zamora, gentilhombre de boca de Carlos II y corregidor electo de Carmona, y de Josefa de Gamboa.  Le sucedió su hijo:
- Eugenio de Cárdenas y Miranda (Andújar, 15 de marzo de 1710[3]-20 de septiembre de 1784), II conde de la Quintería.[2]

Casó el 4 de mayo de 1739, en Andújar, con Ignacia María de Quero y Valenzuela, hija de Alonso de Quero y Piédrola y de Josefa Valenzuela. Le sucedió su hija:
- María Josefa de Cárdenas y Quero (Arjonilla, 20 de agosto de 1732[5]-1789), III condesa de la Quintería.[3]

Casó el 7 de enero de 1759, en Andújar, con su tío, Juan Pablo de Cárdenas y Miranda (n. 13 de junio de 1723), hijo del primer marqués de Quintería, teniente coronel de Caballería. Después de enviudar, contrajo un segundo matrimonio el 26 de enero de 1785, en Andújar, con Alonso Valenzuela y Valenzuela, I marqués del Puente de la Virgen, alférez mayor de Andújar, alguacil mayor del Tribunal de la Inquisición de Córdoba, maestrante de Granada y señor de Navarredondilla.  Les sucedió su hijo del primer matrimonio:
- Manuel de Cárdenas y Cárdenas, (Andújar, 10 de noviembre de 1764-1834), IV conde de la Quintería.[5]

Casó con Margarita de Cuadros y Jimena (n. Baeza, 24 de septiembre de 1810), hija de Manuel María de Cuadros y de Antonia Jiménez, casados en Baeza el 13 de octubre de 1801. Le sucedió su hijo:
- Manuel Cárdenas y Cuadros (Andújar, 6 de junio de 1834-1895), V conde de la Quintería y caballero de la Orden de Santiago.[5] Tenía una cría de caballo, la identificación de ganado era la "Q" (= Quintería) con la corona del conde.[9]

Casó con Enriqueta Carrasco y Lázaro de Torrijos (Murcia, 1840-Madrid, 1907), hija de Ignacio Carrasco y Hernández (1813-1897), posteriormente magistrado del Tribunal Supremo. Sin hijos, una hija adoptada,  Ana María Mesía y Cuadros. Sucedió:
- Rafael Pérez de Vargas y Quero (baut. 16 de noviembre de 1870-7 de febrero de 1953) VI conde de la Quintería[11], caballero de la Orden de Alcántara en 1920[12] y alcalde de Andújar (1924-1930).[13]

Casó con María Elvira Pérez de Vargas y Pérez de Vargas, condesa de Agramonte de Valdecabriel. Le sucedió su sobrino:
- José Pérez de Vargas y del Río (Andújar, 23 de julio de 1894-Andújar, 22 de junio de 1987)  VII conde de la Quintería,[11] carta de sucesión como VII conde expedida el 4 de julio de 1958.[16] La carta de sucesión fue cancelada en el 3 de septiembre de 1987.[17] Sucedió:

- Antonio de León y Arias de Saavedra (Sevilla, 1 de diciembre de 1917-Madrid, 1 de diciembre de 2015), VIII conde de la Quintería[11][17] y VII marqués de Moscoso.[11]

Casó con María del Pilar Rosillo y Herrero (1919-1981), hija de Miguel Rosillo y Ortiz (m. 1950), I conde de Rosillo, y de María de la Concepción Herrero Velázquez. Sucedió su sobrino, hijo de Pedro de León y Santigosa, IX marqués del Valle de la Reina y X conde de Gómara, y de su esposa Juana María Garrido Bejarano:
- Pedro Francisco de León y Garrido, IX conde de la Quintería[20] y XI conde de Gomara[21] actual titular. Hermano de Eva María de León y Garrido, X marquesa del Valle de la Reina.[22]